# Рюмка для яиц

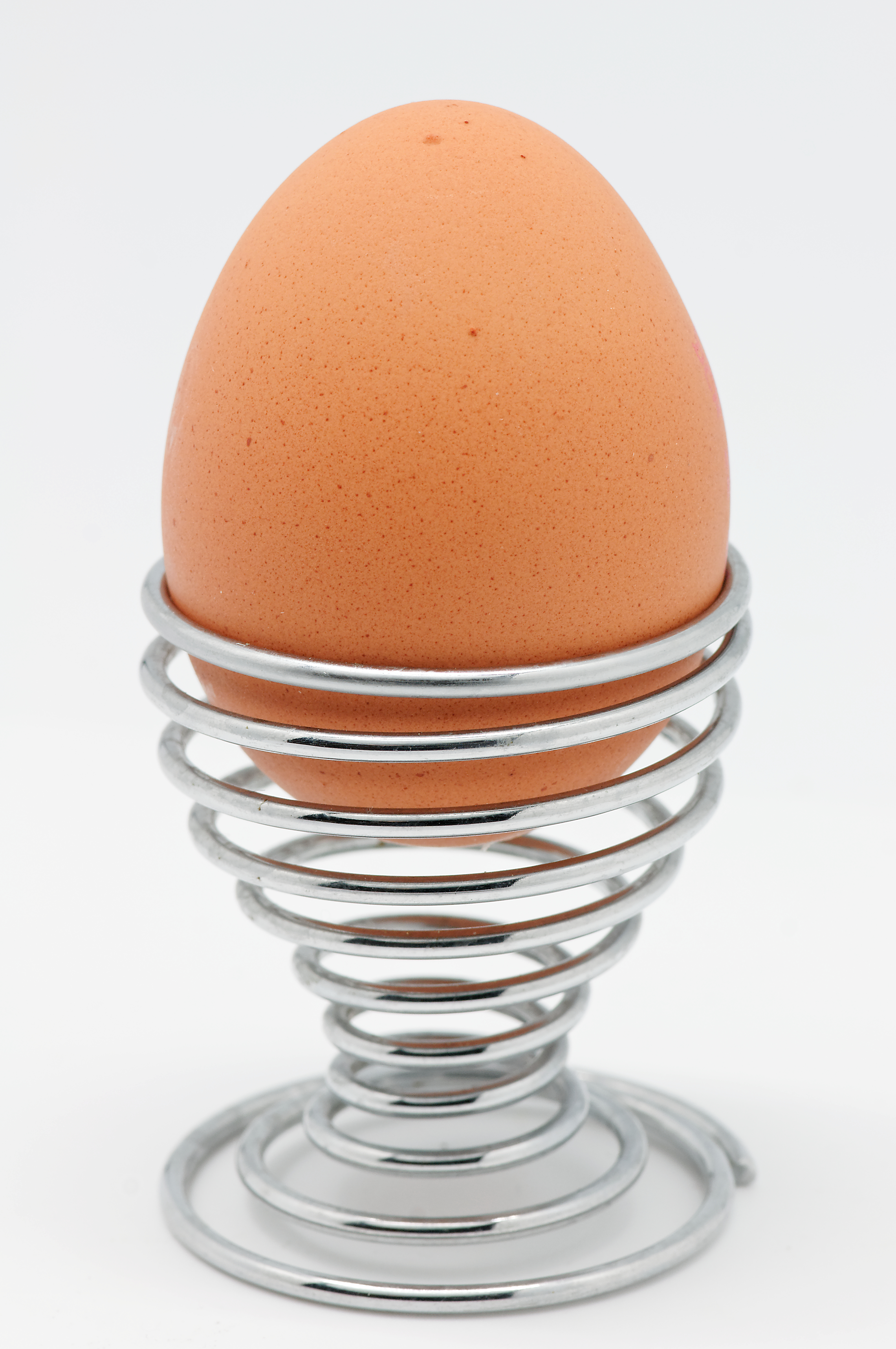
Варёное яйцо в рюмке для яиц

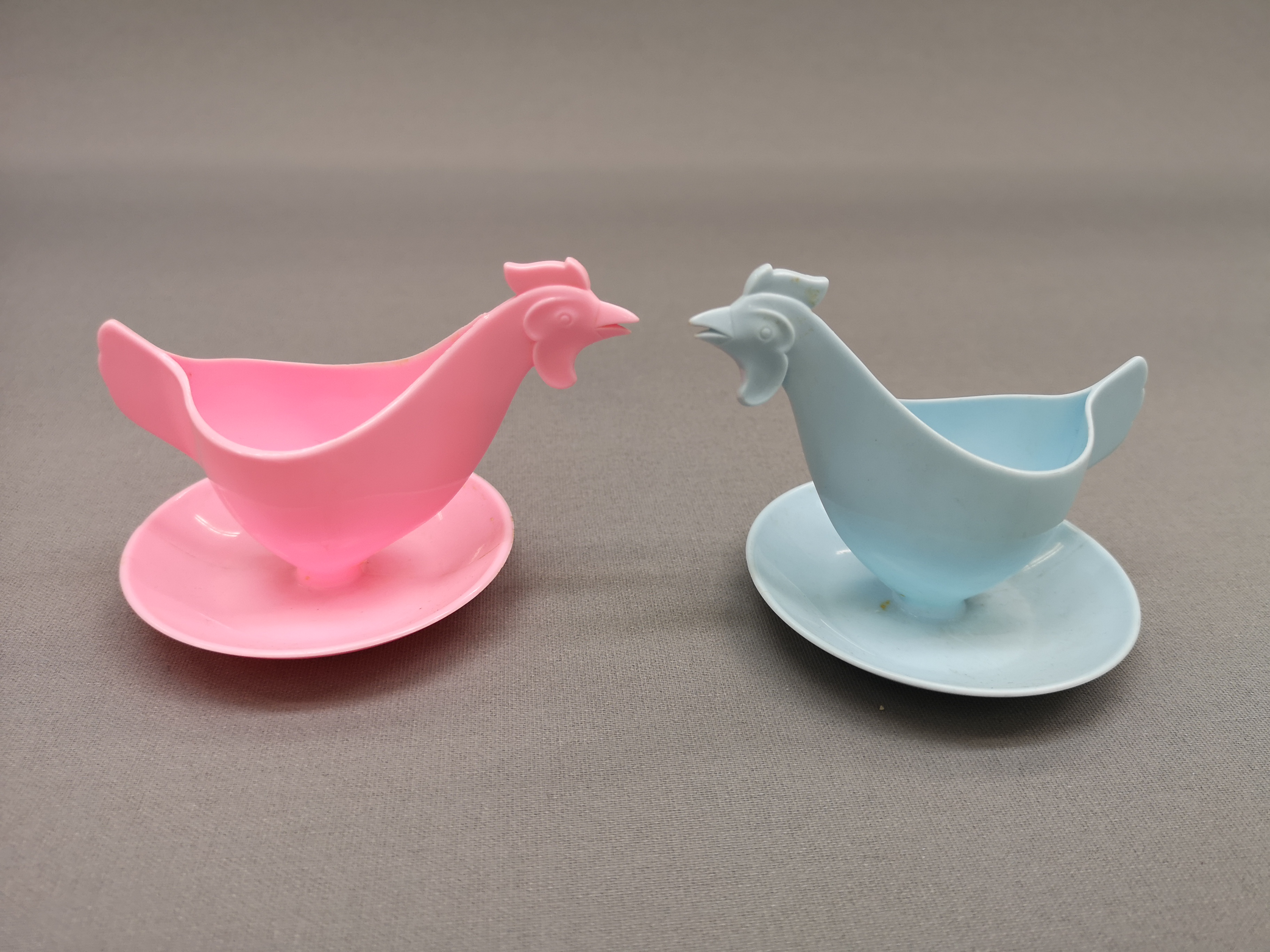
Пластиковые рюмки для яиц «Курочка» производства ГДР, марка Sonja Plastic, ныне признанная классика дизайна

Рюмка или подставка для яиц — предмет столовой посуды, предназначенный для сервировки варёных яиц — приготовленных до степеней «всмятку» или «в мешочек». Обычно производятся в форме гладкой стеклянной рюмки диаметром 40—45 мм и высотой 45—60 мм. Диаметр подставки для яиц — 35—40 мм. Для обеспечения устойчивости рюмка для яиц имеет низкую ножку или поддон.
Подставки для яиц известны со времён Римской империи. На мозаике из Антиохии, датируемой 40 г. до н. э., изображены яйца, стоящие в подставках, которые едят специальными ложками. В Помпеях были найдены серебряная чашка для яиц и ложечка к ней.
Рюмки для яиц выпускаются из фарфора, фаянса, майолики, пластика, серебра и цветных металлов. Помимо привычной формы рюмки также существуют более сложные скульптурные: плетёная корзиночка, фигурки птиц, животных и людей, держащих сосуд. Наиболее разнообразны по форме рюмки для яиц из пластика — как цельнопрессованные, так и разборные, с ввинчивающейся ножкой-подставкой для соли. Рюмки для яиц поступают в продажу как в виде штучного товара, так и в составе приборов для яиц, состоящих из 4—6 рюмок для яиц, солонки и подносика.
Для подачи на стол яиц пашот или «в мешочек» используются пашотницы.